# Prensa Española
Prensa Española va ser un grup editorial espanyol, fundat en 1909. En 2001 es va fusionar amb el Grupo Correo, actual Grup Vocento.

## Història
L'empresa, una societat anònima, va ser constituïda en 1909, com un projecte de Torcuato Lucca de Tena. Enrique Mariné va ser secretari general. En l'editorial quedaren englobades les dues publicacions prèvies de l'empresari sevillà: Blanco y Negro, revista que havia aparegut per primera vegada en 1891, i ABC, periòdic fundat en 1903 com a setmanari i publicat des de 1905 com a diari. Va tenir la seva seu fins a 1989 a l'edifici ABC Serrano, any en què es va traslladar al carrer de Josefa Valcárcel, més endavant canviada el nom a carrer de Juan Ignacio Lucca de Tena, en el número 7 de la via.
El 1909 va incorporar al grup el setmanari satíric Gedeón, fundat en 1895, en ser adquirit a canvi de la suma simbòlica d'una pesseta per Lucca de Tena. També formarien part del conglomerat editorial durant aquests primers anys publicacions com El Teatro, Actualidades, Los Toros, Ecos. Diario de la noche  i Gente menuda. Després de la mort de Torcuato la presidència del consell d'administració va ser heretada pel seu fill Juan Ignacio Lucca de Tena.
Uns anys després de la guerra civil, en 1944, Juan Ignacio Lucca de Tena va ser destituït com a conseller i president del consell d'administració del grup per ordre de la dictadura, tornant quatre anys més tard, en 1948. En 1972, Guillermo Lucca de Tena, fill de Juan Ignacio, va ser nomenat president del consell d'administració, ja que conservaria fins a 1998, quan va passar a les mans del seu nebot Nemesio Fernández Cuesta i Lucca de Tena. En 2001, Premsa Espanyola va ser absorbida pel Grup Correo. El maig de 2003 el producte d'aquesta fusió va passar a denominar-se Vocento.